# Resurgam
Resurgam ist das dritte Album des US-amerikanischen Hip-Hop-Musikers Alias. Es erschien 2008 über das von Alias mitgegründete Label Anticon.

## Entstehung
Während Alias zu Beginn seiner Karriere rappte und produzierte entschied er sich nach seinem Debütalbum The Other Side of the Looking Glass (2001) dazu, sich stärker auf instrumentale Musik zu konzentrieren. 2003 erschien sein erstes reines Instrumental-Album Muted und auch Resurgam verzichtet (mit Ausnahme des Liedes Well Water Black) auf Rap.
Nachdem Alias acht Jahre lang in Oakland, Kalifornien gelebt hatte (wie ein Großteil der bei Anticon unter Vertrag stehenden Künstler), entstand Resurgam in Portland, Maine, dem Ort, an dem Alias aufwuchs. „Resurgam“ (engl. „I Will Rise Again“) ist der Wahlspruch von Portland und bedeutet übersetzt etwa „Ich werde mich wieder erheben“. Alias wählte diesen Titel als Symbol für die Rückkehr in seine Heimat.
Das Album kann dem Instrumental-Hip-Hop zugeordnet werden und zeigt außerdem Einflüsse von Electronica und Trip-Hop. Auf zwei Liedern sind Feature-Gäste zu hören: Der Rapper Yoni Wolf von Why? auf Well Water Black und die Indie-Band The One AM Radio auf Weathering.

## Titelliste
| #   | Titel                    | Gastbeiträge     | Länge |
| --- | ------------------------ | ---------------- | ----- |
| 1.  | New to a Few             |                  | 2:33  |
| 2.  | I Heart Drum Machines    |                  | 4:47  |
| 3.  | Well Water Black         | Yoni Wolf        | 6:00  |
| 4.  | Oakland Morning          |                  | 1:31  |
| 5.  | M.G. Jack                |                  | 4:52  |
| 6.  | Prelude to a Death Watch |                  | 1:17  |
| 7.  | Death Watch              |                  | 4:09  |
| 8.  | Place of No More Choices |                  | 1:06  |
| 9.  | Resurgam                 |                  | 2:59  |
| 10. | Autumnal Ego             |                  | 4:17  |
| 11. | Weathering               | The One AM Radio | 4:30  |
| 12. | Justamachine             |                  | 4:53  |
| 13. | Oakland in the Rearview  |                  | 5:19  |

## Kritik
Das Album erhielt durchschnittliche bis positive Kritiken.
- Pitchfork vergab 7 von 10 Punkten.[3]
- Sputnikmusic vergab 2,5 von 5 Punkten.[4]
- PopMatters vergab 6 von 10 Punkten.[5]

## Resurgam Residual EP
Die Resurgam Residual EP ist eine sieben Lieder umfassende, auf einhundert Stück limitierte EP, die bei Vorbestellungen von Resurgam auf der offiziellen Anticon-Homepage mitgeliefert wurde. Die EP besitzt kein eigenes Artwork, die Titelliste ist außerdem der Anticon-Homepage zu entnehmen, da sie bei der Lieferung nicht enthalten ist.